# Scheitenkorb
Scheitenkorb este o comună din landul Renania-Palatinat, Germania. Acesta aparține municipiului Südeifel.

## Istoric
Locul a fost menționat pentru prima dată în 1480 ca Schytenkorff. A fost gestionat de vecinul Meierei Karlshausen și astfel a aparținut județului Luxemburg de Vianden.
Prin anexarea Olandei austriece, care a inclus Luxemburg și, prin urmare, Scheitenkorb, de către trupele franceze revoluționare, locul a aparținut din 1795 până în 1814 Departamentului Forestier francez. În 1815 a fost repartizat Regatului Prusiei la Congresul de la Viena și a fost administrat de primarul Koxhausen începând cu 1816.
În 1857, orașul a primit propria capelă, pretinsă ca rezultat al unui premiu de loterie al unui cetățean local din Scheitenkorber, despre care se spune că a lăudat în acest caz fundația unei astfel de capele.
După primul război mondial, zona aparținea părții franceze a ocupației din Renania Aliaților. După cel de-al doilea război mondial, Keppeshausen se afla în zona de ocupație franceză a țării Rhineland-Palatinate, recent formată.

## Poziție geografică
Scheitenkorb se află în parcul natural sud Eifel între comunitățile Rodershausen și Karlshausen.

## Consiliu parohial
Consiliul municipal din Scheitenkorb este alcătuit din șase membri ai consiliului, care au fost aleși cu majoritate de vot la alegerile locale din 25 mai 2014, iar primarul de onoare este președinte.
1. ↑  Alle politisch selbständigen Gemeinden mit ausgewählten Merkmalen am 31.12.2018 (4. Quartal) (în germană), Statistisches Bundesamt[*], arhivat din original la 10 martie 2019, accesat în 10 martie 2019